# Marco Arriagada
Pour les articles homonymes, voir Arriagada.
Arriagada  Quinchel est un nom espagnol. Le premier nom de famille, en général paternel, est Arriagada ; le second, en général maternel, souvent omis, est Quinchel.
Marco Antonio Arriagada Quinchel (né le 30 octobre 1975 à Curicó) est un coureur cycliste chilien. Il a notamment été quatre fois champion du Chili du contre-la-montre et médaillé d'or de la poursuite par équipes aux championnats panaméricains de 2005. Il a représenté le Chili aux Jeux olympiques de 1996, 2004 et 2008.
Vainqueur en 2011 du Tour de San Luis et du Tour du Chili, il est contrôlé positif sur ce dernier à un stéroïde anabolisant. La victoire finale ainsi que ses 3 victoires d'étapes sur cette dernière épreuve lui sont retirées par l'UCI. Ses neveux Matías et Cristian sont également coureurs cyclistes. 

## Palmarès sur route

### Par années
- 2001
  -  Champion du Chili du contre-la-montre
- 2002
  - 10e étape du Tour du Chili
- 2003
  -  Champion du Chili du contre-la-montre
  - Tour du Chili :
    - Classement général
    - 7e étape

  - Vuelta Ciclista Lider al Sur
  - 2e du championnat du Chili sur route
- 2004
  - 2eb et 3e étapes de la Vuelta Ciclista Lider al Sur
  - Tour du Chili :
    - Classement général
    - 9e étape
- 2005
  - Ascensión a los Nevados de Chillán :
    - Classement général
    - 3e étape

  - 2ea (contre-la-montre par équipes) et 10e étapes de la Vuelta Ciclista Lider al Sur
  - 3e et 6e étapes du Tour du Chili
  - 3e du Tour du Chili
  - 3e du Vuelta Ciclista Lider al Sur
- 2006
  -  Champion du Chili du contre-la-montre
  - Ascensión a los Nevados de Chillán
  - Tour de Mendoza :
    - Classement général
    - 9e étape

  - 3eb (contre-la-montre par équipes) et 9e étapes de la Vuelta Ciclista Lider al Sur
  - 2e étape du Tour du Chili
  - 2e du Vuelta Ciclista Lider al Sur
- 2007
  - 2eb étape (contre-la-montre par équipes) de la Vuelta Ciclista Lider al Sur
  - Vuelta de Atacama
  - 2e du championnat du Chili du contre-la-montre
  - 3e du Tour du Pérou
- 2008
  - 5e étape du Tour de San Juan
- 2010
  -  Champion du Chili du contre-la-montre
  - Vuelta Maule Centro :
    - Classement général
    - 1re et 3e étapes

  - Tour du Paraná :
    - Classement général
    - 1re et 3e étapes

  - 2e du championnat du Chili sur route
- 2011
  - Tour de San Luis
  -  3e de la Vuelta a la Independencia Nacional
- 2018
  - 3e du Giro del Sol San Juan

### Classements mondiaux
| Année            | 2005 | 2006 | 2007 | 2008 | 2009 | 2010 | 2011 | 2012 | 2013 | 2014 | 2015 | 2016 | 2017 |
| ---------------- | ---- | ---- | ---- | ---- | ---- | ---- | ---- | ---- | ---- | ---- | ---- | ---- | ---- |
| UCI America Tour | 48e  | 48e  | 372e | 327e |      | 19e  | 10e  |      |      |      |      |      | 429e |

## Palmarès sur piste

### Jeux olympiques
- Atlanta 1996
  - 16e de la poursuite par équipes[10].
- Athènes 2004 :
  - 11e de la course aux points[11].
- Pékin 2008
  - 19e de la course aux points[12].

### Championnats du monde
- Berlin 1999
  - 15e de la poursuite par équipes[13].

- Melbourne 2004
  - 12e de la poursuite par équipes[14].
  - 16e de la course aux points[15].

### Jeux panaméricains
- Saint-Domingue 2003
  -  Médaillé d'argent de la poursuite
- Rio de Janeiro 2007
  -  Médaillé d'argent de la poursuite par équipes

### Championnats panaméricains
- Puerto La Cruz 1996
  -  Médaillé d'argent de la poursuite par équipes (avec Luis Fernando Sepúlveda, José Medina et Marcelo Arriagada)
- Bucaramanga 2000
  -  Médaillé d'argent de la poursuite par équipes
  -  Médaillé de bronze de la poursuite individuelle
- Medellín 2001
  -  Médaillé d'or de la poursuite par équipes
  -  Médaillé d'or de la course aux points
  -  Médaillé de bronze de la poursuite
- Mar del Plata 2005
  -  Médaillé d'or de la poursuite par équipes
  -  Médaillé d'argent de la poursuite
  -  Médaillé d'argent de la course aux points

### Jeux sud-américains
- Mar del Plata 2006
  -  Médaillé d'or de la course aux points[16]
  -  Médaillé d'argent de la poursuite[17]
  -  Médaillé d'argent de la poursuite par équipes[16]
- Medellín 2010
  -  Médaillé d'or de la course aux points
  -  Médaillé d'argent de la poursuite par équipes
  -  Médaillé de bronze de la poursuite

### Six jours
- Six Jours de Mexico : 2007 (avec Antonio Cabrera)
- Six Jours d'Aguascalientes : 2007 (avec Antonio Cabrera)